# Lao (Sourgoubila)
Pour les articles homonymes, voir Lao.
Lao est une commune rurale située dans le département de Sourgoubila de la province du Kourwéogo dans la région Plateau-Central au Burkina Faso.

## Géographie
Lao se trouve à environ 4 km à l'est de Sourgoubila et à 25 km à l'ouest au centre de Ouagadougou.

## Santé et éducation
Le centre de soins le plus proche de Lao est le centre de santé et de promotion sociale (CSPS) de Sourgoubila tandis que le centre hospitalier le plus proche est le CHU de Yalgado-Ouédraogo dans le secteur 4 de Ouagadougou.